# 도플러 분광학
도플러 분광학(Doppler spectroscopy) 또는 시선속도법(視線速度法,radial-velocity method)은 모항성의 스펙트럼의 도플러 효과에 의한 시선속도를 이용한 외계행성 발견 방법이다. 질량과 궤도경사의 사인값의 곱인 하한질량만을 측정할 수 있으며 질량이 크고 항성과의 거리가 가까운 행성일 수록 발견하기 쉬워진다.

## 같이 보기
- 외계 행성 탐사방법